# Александровський Сергій Анатолійович
Сергій Анатолійович Александро́вський (Олександро́вський) (нар. 21 листопада 1956, Харків) — український поет та перекладач. Пише російською мовою.
Мешкає у Харкові. Закінчив факультет іноземних мов ХГУ. Друкуватися почав у 1989 році. Публікував переклади з португальської (Фернандо Пессоа), іспанської (Хуліан дель Касаль, Хосе Марті, Мануель Хусто де Рубалькава), та англійської мов. З англійської перекладав Джеффрі Чосера, Джона Лідгейта, Френсіса Бекона, Олександра Монтгомері, Фулка Гревилла, Джона Мільтона, Роберта Бернза, Джона Кітса, Редьярда Кіплінга, багатьох інших англійських та шотландських авторів.
Відвідував поетичний семінар Євгена Вітковського, якого вважає своїм головним літературним вчителем.
Переклад поеми Джона Мільтона «Повернений Рай» надруковано Російською академією наук у серії «Літературні пам'ятники» (Джон Милтон. «Потерянный рай. Возвращённый рай. Другие поэтические произведения». Илл. Доре, Гюстав. — М.: «Наука», 2006).
Сергій Александровський — учасник антологій «Строфы века», «Строфы века-2», «Век перевода» (тт. 1—3), «Семь веков английской поэзии» (тт. 1—3. М.: Водолей Publishers, 2007), «Шедевры любовной лирики. Зарубежная поэзия. Серия: Мировая классика» (М.: АСТ, Харьков: Фолио. 2005) та інших.
У 2007 році з'явилася книга віршів та перекладів Сергія Александровського «Факсимиле. Стихотворения и переводы» («Факсиміле. Вірші і переклади»). — М.: Водолей Publishers, перевидана у складі другої книги, «На задворках мира. Стихотворения» («На задвірках світу. Вірші»). — М.: Водолей, 2019.
Нащадок російського дворянського роду Шувалових Полтавської губернії (по жіночій лінії), правнук генерал-майора Григорія Степановича Шувалова, асоційований член Російського Дворянського зібрання (свідоцтво № 1201 [Архівовано 29 січня 2019 у Wayback Machine.], визначення Герольдії та Приймальної комісії від 28 січня 2001, рішення ради Російського Дворянського зібрання від 20 березня 2001, протокол IV № 9).
Племінник-праправнук Іллі Ілліча Слатіна, творця Харківської консерваторії.

## З відгуків про творчість
О.К.:  Хто, на Ваш погляд, входить в п'ятірку кращих сучасних російських перекладачів??
Є.В.:  Я можу говорити тільки про поетів-перекладачів і тільки про тих, хто активно переводить. Це, безумовно, Гаспаров, Микушевич, Гелескул, Солонович, Александровський.

Євген Вітковський. «Точність в перекладі неможлива» [Архівовано 11 вересня 2013 у Wayback Machine.]. Інтерв'ю Олені Калашниковій. «Русский журнал» — 21 травня 2001 г.

…Що стосується вітчизняного чосерознавства, а також знайомства з Чосером широкого читача, то помітну роль в цьому зіграли переклади, що з'явилися останніми роками: "Книга про королеву", "Пташиний парламент" (перекладач С. Александровський), "Троїл та Крессида" (перекладач М. Бородицька).

Кандидат філологічних наук Ірина Миколаївна Меделева. «Своєрідність нарративной поетики Джеффри Чосера». Дисертація і автореферат по ВАК 10.01.03. М., 2005 р. Вступ. [Архівовано 6 листопада 2020 у Wayback Machine.]

«І власні вірші, і переклади Сергія Александровського бездоганні за формою і неймовірно красиві. Одні критики вважають його поетом-класицистом, інші - романтиком, але насправді він не вміщується ні в які рамки. Видатний поет. Видатний перекладач».

Вадим Молодий. «ZaZa. Зарубежные Задворки». Міжнародний літературно-художній журнал. Za-Za Verlag, Дюссельдорф, № 2, квітень 2013 г., с. 3. [Архівовано 4 березня 2016 у Wayback Machine.]

## Головні публікації
- Сергей Александровский. Факсимиле. Стихотворения и переводы. — М.: Водолей Publishers, 2007. — 104 с. («Сон Серебряного века»). ISBN 978-5-9796-0109-0
- Сергей Александровский. На задворках мира. Стихотворения. — М.: Водолей, 2019. — 164 с. ISBN 978-5-91763-463-0
- Джон Мильтон. Возвращённый рай. Перевод с английского Сергея Александровского. — М.: Время, 2001. — 191 с.: с илл. — (Серия «Триумфы»). ISBN 5-94117-015-7
- Джеффри Чосер. Книга о королеве. Птичий парламент. Перевод с английского, предисловие и комментарии Сергея Александровского. — М.: Время, 2004. — 224 с.: с илл. — (Серия «Триумфы»). ISBN 5-94117-146-3
- Александр Монтгомери. Вишня и Тёрн. Сонеты. Перевод Сергея Александровского. Составитель и научный редактор Е. Витковский. — М.: Водолей Publishers, 2007. — 232 с. ISBN 5-902312-98-1
- Хулиан дель Касаль. Хосе Марти. Средь сумерек и теней. Избранные стихотворения. Перевод с испанского Сергея Александровского. — М.: Водолей, 2011. — 256 с. — (Звезды зарубежной поэзии). ISBN 978-5-91763-073-1
- Джон Китс. Малые поэмы. Перевод с английского Сергея Александровского. — М.: Водолей, 2012. — 100 с. — (Пространство перевода). ISBN 978-5-91763-104-2
- Из шотландской поэзии XVI-XIX вв. Перевод Сергея Александровского. — М.: Водолей, 2012. — 132 с. — (Пространство перевода). ISBN 978-5-91763-113-4
- Эдмунд Спенсер. Пастуший календарь. Перевод С. А. Александровского. — В кн.: Художественный перевод и сравнительное литературоведение: сборник научных трудов / отв. ред. Д. Н. Жаткин. — Вып. IV, М.; ФЛИНТА,  Наука, 2015. — С. 220—281. ISBN 978-5-9765-2361-6 (ФЛИНТА), ISBN 978-5-02-038909-0 (Наука) и вып. V, М.; ФЛИНТА,  Наука, 2016. — С. 284—331. ISBN 978-5-9765-2546-7 (ФЛИНТА), ISBN 978-5-02-038967-0 (Наука)